# Thériocide

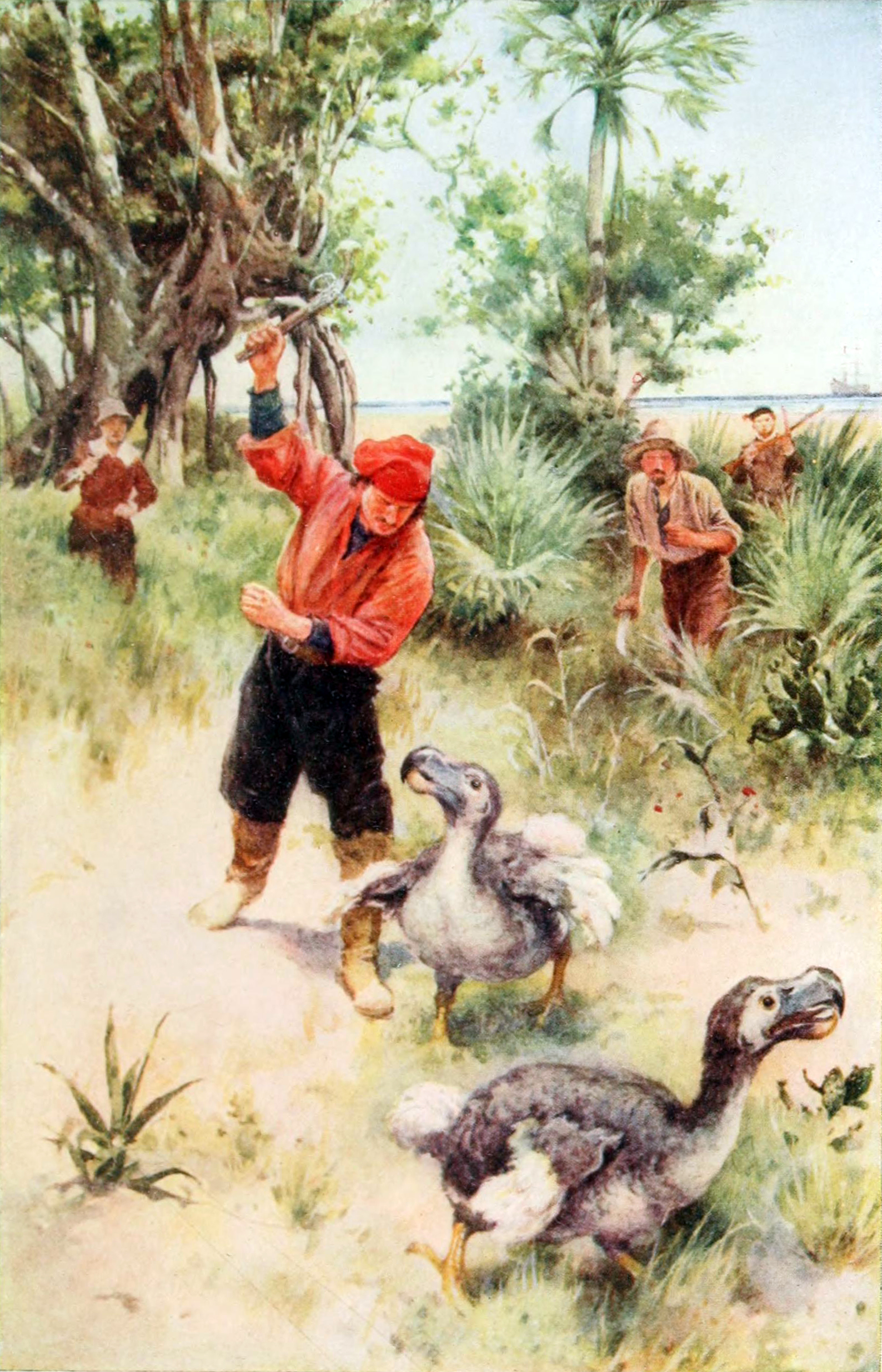
Pioneers in South Africa (1914)

Le thériocide est un concept discuté dans le contexte du droit des animaux, de la violence environnementale et de la législation, particulièrement dans des pays abritant des espèces en danger.

## Origine et histoire
Le terme a été créé par Piers Beirne en 2014.  L'histoire de ce concept, selon l'auteur, remonte aux poursuites pénales et exécutions d'animaux justiciables dans l'Europe du début de l'ère moderne, aux chasseurs jugés par leurs proies dans le monde à l'envers pendant le siècle d'or néerlandais, aux représentations patriotiques d'animaux par l'artiste William Hogarth dans le Londres du XVIIIe siècle.

## Définition
Le thériocide désigne l'acte de tuer commis à l'encontre d'animaux non humains, qu'il s'agisse d'animaux sauvages, liminaires ou domestiques. Ce terme est lié au spécisme.